# 特伦讷武特
特伦讷武特是德国石勒苏益格－荷尔斯泰因州的一个市镇。总面积7.79平方公里，总人口260人，其中男性136人，女性124人（2011年12月31日），人口密度33人/平方公里。